# جابر بن الاشعث
جابر بن الاشعث (عربی: جابر بن الأشعث بن يحيى الطائي) فرمانروای مصر در دوران خلافت عباسی بود.